# Pure Data
Pure Data, ofte forkortet Pd, er et visuelt computerprogram, der kan generere lyde ved at sammensætte forskellige objekter.
Forkortelsen Pd kan også betyde "patch diagram", med tanke på den måde programmet fremstår visuelt, endvidere kan det betyde "Public Domain", da Pure Data er Open source.